# چارلز ریسنر

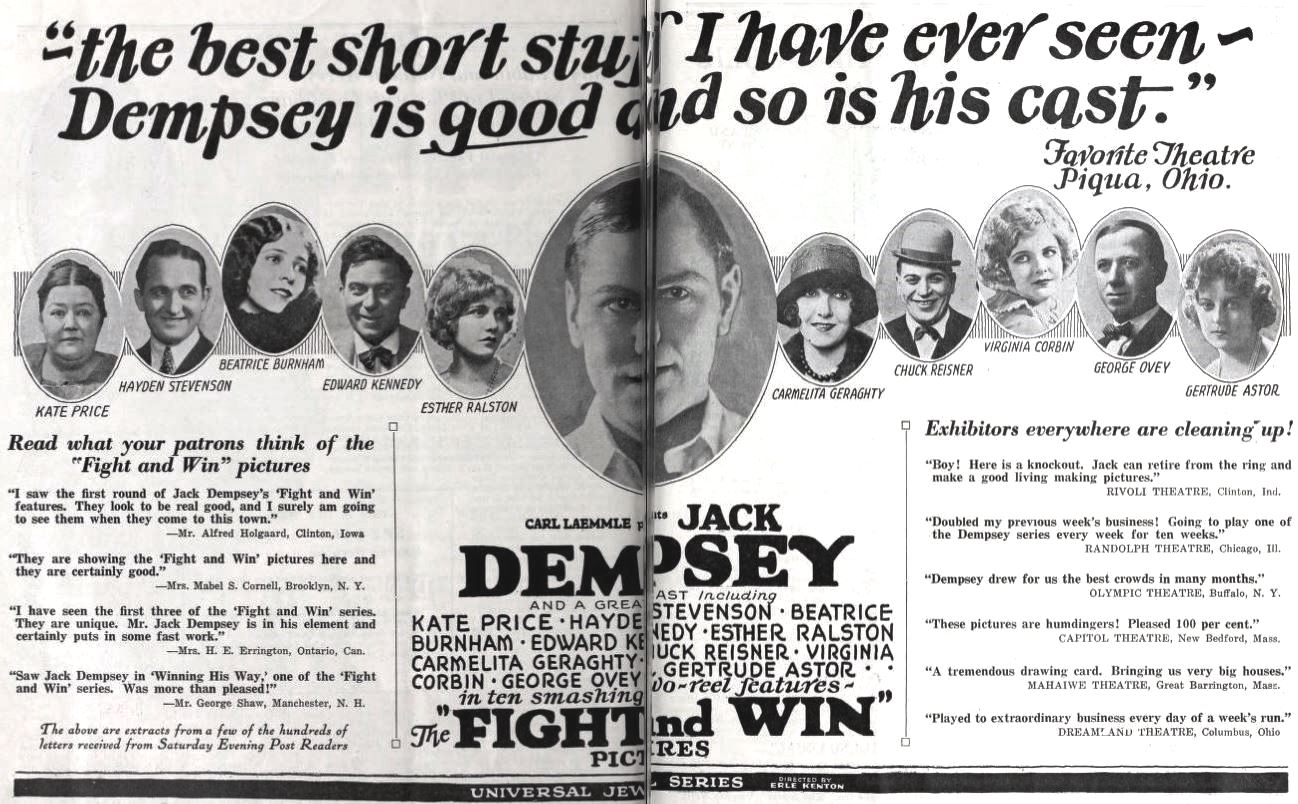
عکس چارلز ریسنر در یک مجله

چارلز ریسنر (انگلیسی: Charles Reisner؛ ۱۴ مارس ۱۸۸۷ – ۲۴ سپتامبر ۱۹۶۲) یک هنرپیشه، و کارگردان اهل ایالات متحده آمریکا بود.

## گزیده فیلمشناسی
از فیلم‌ها یا برنامه‌های تلویزیونی که وی در آن نقش داشته‌است می‌توان به آثار زیر اشاره کرد.
- زندگی سگی
- پسربچه (۱۹۲۱)
- پذیریش مردمی (۱۹۲۳)
- استیمبوت بیل جونیور (۱۹۲۸)
- نمایش هالیوود ۱۹۲۹ (۱۹۲۹)
- سیاست (۱۹۳۱)